# Abranovce
Abranovce (in ungherese Ábrány) è un comune della Slovacchia facente parte del distretto di Prešov, nella regione omonima.